# Distoleon disjunctus
Distoleon disjunctus is een insect uit de familie van de mierenleeuwen (Myrmeleontidae), die tot de orde netvleugeligen (Neuroptera) behoort. 
Distoleon disjunctus is voor het eerst wetenschappelijk beschreven door Banks in 1914.